# Oreina redikorzevi
Oreina redikorzevi là một loài bọ cánh cứng trong họ Chrysomelidae. Loài này được Kuhnelt miêu tả khoa học năm 1984.